# Tempestade tropical Bopha (2006)
A tempestade tropical Bopha (designação internacional: 0609; designação do JTWC: 10W; designação filipina: Inday) foi um ciclone tropical que afetou as Filipinas e atingiu Taiwan e a República Popular da China na primeira quinzena de agosto de 2006. Sendo o décimo terceiro ciclone tropical, o nono sistema tropical nomeado da temporada de tufões no Pacífico de 2006, Bopha formou-se de uma perturbação tropical em 5 de agosto a sudeste do arquipélago de Okinawa, Japão e atingiu Taiwan 3 dias depois, dissipando-se em 10 de agosto próximo de Hong Kong.
A tempestade causou relativamente poucos danos. Nas Filipinas, duas pessoas morreram e outra ficou ferida por causa de chuvas torrenciais causadas por uma monção que Bopha ajudou a desenvolver.

## História meteorológica

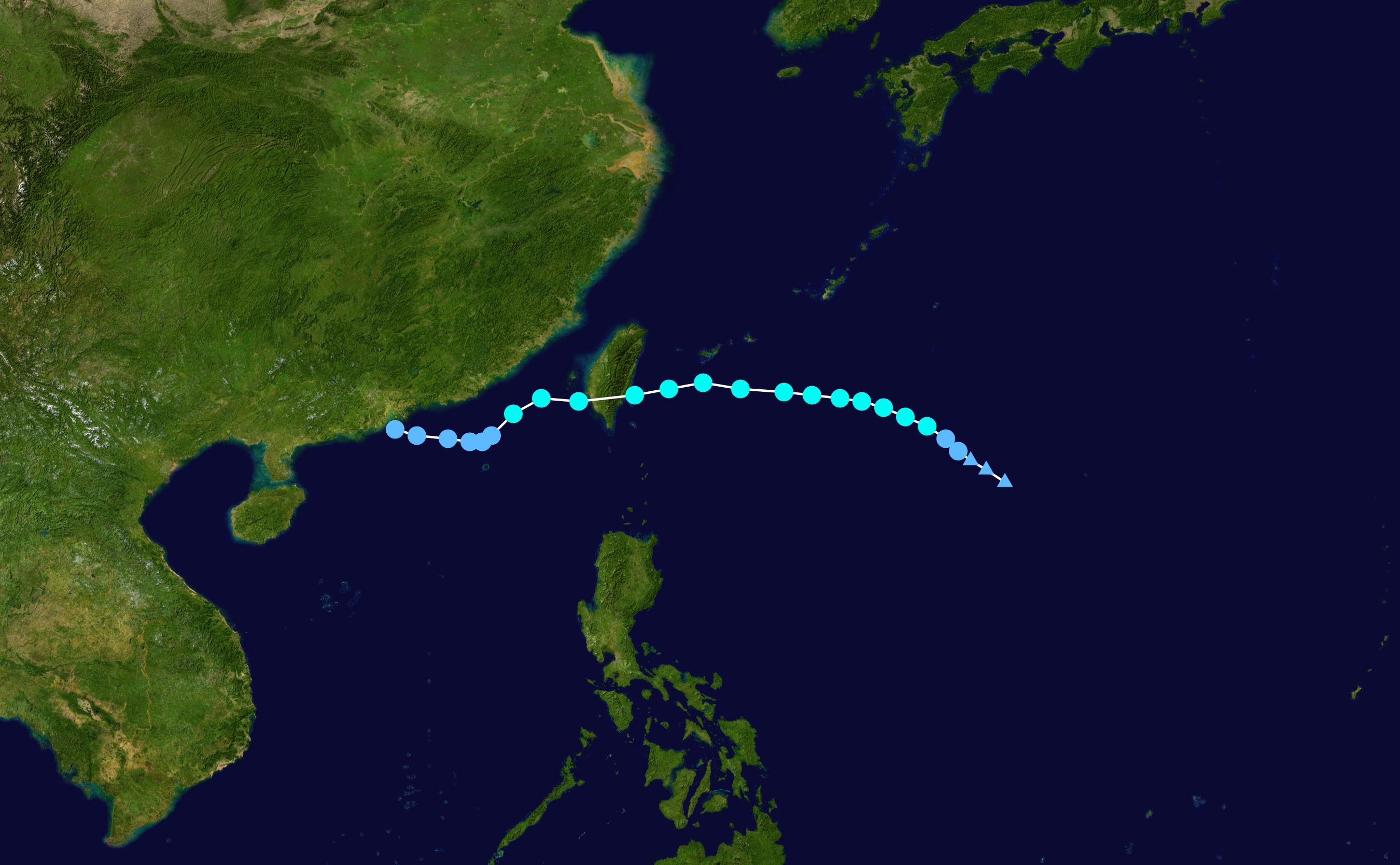
O caminho de Bopha

Uma área de convecção formou-se a cerca de 1.035 km a sudeste de Okinawa, Japão, em 4 de agosto. As áreas de convecção começaram a se desenvolver em associação a um cavado de superfície de um anticiclone de altos níveis localizava-se sobre a perturbação. A área também apresentava baixos ventos de cisalhamento. O Joint Typhoon Warning Center (JTWC) notou a existência da perturbação durante a noite de 4 de Agosto. A Agência Meteorológica do Japão (AMJ) classificou a perturbação numa fraca depressão tropical na manhã (UTC) do dia seguinte. O sistema intensificou-se, sendo que a circulação ciclônica de baixos níveis tornou-se mais bem definido e as condições de altos níveis tornaram-se propícias para um maior desenvolvimento. Em 6 de Agosto, o JTWC emitiu seu primeiro aviso regular sobre a recém-formada depressão tropical. Naquele momento, a depressão localizava-se a 590 km a sudeste de Naha, Okinawa, Japão Ao mesmo tempo, a AMJ classificou a depressão numa tempestade tropical e lhe atribuiu o nome de Bopha. O nome Bopha foi submetido pelo Camboja e refere-se, em língua khmer, a uma flor e também é um comum nome feminino local.
Mais tarde, seguindo para oeste-noroeste, Bopha também foi classificada numa tempestade tropical pelo JTWC. Em 7 de Agosto, a AMJ classificou Bopha numa tempestade tropical severa enquanto continuava a se fortalecer, alcançando seu pico de intensidade, segundo o JTWC, com ventos máximos sustentados de 95 km/h ainda em 7 de Agosto. Naquele momento, Bopha localizava-se a cerca de 370 km ao sul de Naha, Okinawa, Japão. A tempestade estava ligada a uma corrente de vento de uma área de alta pressão de níveis profundos ao seu norte. Estas correntes levavam Bopha para oeste. A tempestade começou a se enfraquecer gradualmente devido ao aumento dos ventos de cisalhamento. Com isso, a AMJ desclassificou Bopha numa tempestade tropical. Durante a noite de 8 de Agosto, Bopha fez landfall em Taiwan com ventos máximos constantes de 65 km/h. Após deixar Taiwan, Bopha enfraqueceu-se adicionalmente e tornou-se uma depressão tropical na manhã (UTC) de 9 de Agosto, segundo o JTWC. Influenciado pela grande circulação ciclônica do tufão Saomai, que naquele momento estava ativo juntamente com Bopha, a tempestade começou a seguir, de modo repentino, para sudoeste, iniciando uma ameaça para Hong Kong. Com os contínuos ventos de cisalhamento, a circulação ciclônica de baixos níveis de Bopha ficou totalmente exposto. Em 10 de Agosto, Bopha retomou o seu movimento ocidental e o JTWC emitiu seu último aviso sobre o sistema, enquanto que a AMJ desclassificou Bopha numa depressão tropical. A AMJ também emitiu seu último aviso sobre Bopha no começo da madrugada de 11 de Agosto.
Enquanto esteve na área de responsabilidade da Administração de Serviços Atmosféricos, Geofísicos e Astronômicos das Filipinas (PAGASA), Bopha recebeu da agência o nome de Inday. Segundo a agência filipina, enquanto Bopha esteve na sua área de responsabilidade, Inday (Bopha) alcançou o pico de intensidade com ventos máximos sustentados de 85 km/h.

## Preparativos e impactos
A Agência Central de Meteorologia de Taiwan (CWB) emitiu um alerta de tufão para as áreas ao largo da costa da ilha de Taiwan e também para áreas em Terra. A Agência também emitiu avisos para embarcações que, naquele momento, estavam trafegando no Estreito de Taiwan, no Canal de Bashi e nas áreas ao largo da costa leste da ilha. A agência também avisou aos residentes, especialmente àqueles residentes nos condados de Hualien, Taitung, Pingtung e Kaohsiung a tomarem as medidas necessárias e para monitorarem o progresso da tempestade.
A tempestade tropical Bopha ajudou o fortalecimento de uma monção situada sobre as Filipinas. As chuvas fortes causadas pelo sistema causaram deslizamentos de terra, que causaram a morte de duas pessoas, deixando outra ferida. Os deslizamentos de terra também danificaram outras 20 residências, uma igreja e uma escola, segundo as autoridades na defesa civil local.
Sinais de tempestade chegaram a ser içados em Hong Kong, mas que mais tarde foram cancelados devido à dissipação da tempestade.